# Philadelphia 76ers
Philadelphia 76ers (potocznie nazywany Sixers) – amerykański klub koszykarski uczestniczący w rozgrywkach NBA (Dywizja Atlantycka w Konferencji Wschodniej), trzykrotni mistrzowie ligi (w 1955, 1967 i 1983).
Klub powstał w 1937 jako Syracuse Nationals i był członkiem ligi NBL aż do 1949, kiedy to dołączył do nowo utworzonej ligi NBA. W 1963 ówcześni właściciele przenieśli siedzibę do Filadelfii oraz zmienili nazwę na 76ers. Pięciu koszykarzy w historii Sixers zdobywało nagrody MVP – Wilt Chamberlain w 1966, 1967 i 1968, Julius Erving w 1981, Moses Malone w 1983, Allen Iverson w 2001 oraz Joel Embiid w 2023.
Sixers rozgrywają mecze domowe w hali Wells Fargo Center.
Philadelphia 76ers z sezonu 1982-83 znalazła się na 8. miejscu w rankingu, który Bill Simmons umieścił w 'Wielkiej Księdze Koszykówki'. Dziennikarz Simmons uznał Sixers za najbardziej przeceniany świetny zespół. Zarzuca się im braki w defensywie, afery narkotykowe, ograniczenia związane z potencjałem takiego zawodnika jak Marc Iavaroni, nieudolność w fazie play-off sezonu 1983-84.

## Historia

### Początki jako Syracuse Nationals i pierwsze mistrzostwo
Klub powstał w 1937 jako Syracuse Nationals (zwani Nats), grając w lidze NBL. Od roku 1949 siedem drużyn z NBL w połączeniu z ligą BAA stworzyło ligę NBA, w której Nats zadebiutowali 3 listopada 1949 roku, w jej pierwszym sezonie. Początkowo było 17 zespołów. Nats zostali przydzieleni do Eastern Conference.
Pierwszy sezon w NBA Nationals zakończyli z najlepszym bilansem w swojej grupie: 51-13. Awansowali nawet do Finałów NBA, prowadzeni przez znakomitego gracza Dolpha Schayesa, ale ulegli w finale Minneapolis Lakers 2-4. W dwóch kolejnych sezonach Nationals odpadali w finale Konferencji.
Sezon później, w 1954 roku, Nats ponownie awansowali do Finałów, gdzie znów spotkali się z Lakers. Rozegrano bardzo zaciętą, 7-meczowa serię. Żadna drużyna nie zdobyła nigdy więcej niż 90 punktów. Ostatni mecz Nats przegrali 80-87, ocierając się o tytuł.
W składzie z 1955 największą gwiazdą Nationals wciąż był Dolph Schayes, wspierany przez takich zawodników jak Paul Seymour i George King, którzy byli ówczesnymi najlepiej asystującymi. W Finale NBA Nats pokonali Fort Wayne Pistons w stosunku 4-3, wygrywając ostatni mecz 92-91.
W tym samym sezonie, dzięki Nats, została wprowadzona zasada 24 sekund. Właściciel zespołu, Daniel Biasone, wspierany w tym przez Schayesa, wypróbował ten pomysł przed sezonem 1954-1955 podczas jednego z meczów. NBA przyjęła 24-sekundowy zegar i dzięki temu gra stała się szybsza, bardziej widowiskowa i zdobywano więcej punktów w każdym meczu.
Kolejny sezon zakończył się dla Nats w finale Konferencji, gdzie zostali pokonani przez Philadelphia Warriors.
Następny sezon, 1956–1957, to początek 13-letniej dominacji Boston Celtics, którzy zdobyli w tym czasie 11 tytułów mistrzowskich. Nats grali na wysokim poziomie, ale najczęściej trafiali na Lakers w drugiej rundzie play-off i na tym kończyli swój sezon. Nats musieli zacząć rywalizować również z Philadelphia Warriors, gdzie grał już, wtedy jako debiutant, słynny Wilt Chamberlain.
Rok później, podczas kontuzji Schayesa, nowym liderem Nats został Hal Greer, jedyny od czternastu lat zawodnik, który w liczbie zdobywanych punktów dorównywał Schayesowi. W kolejnych latach minęły już najlepsze lata Schayesa, zespół prowadził więc głównie Greer oraz Lee Shaffer i John Kerr.

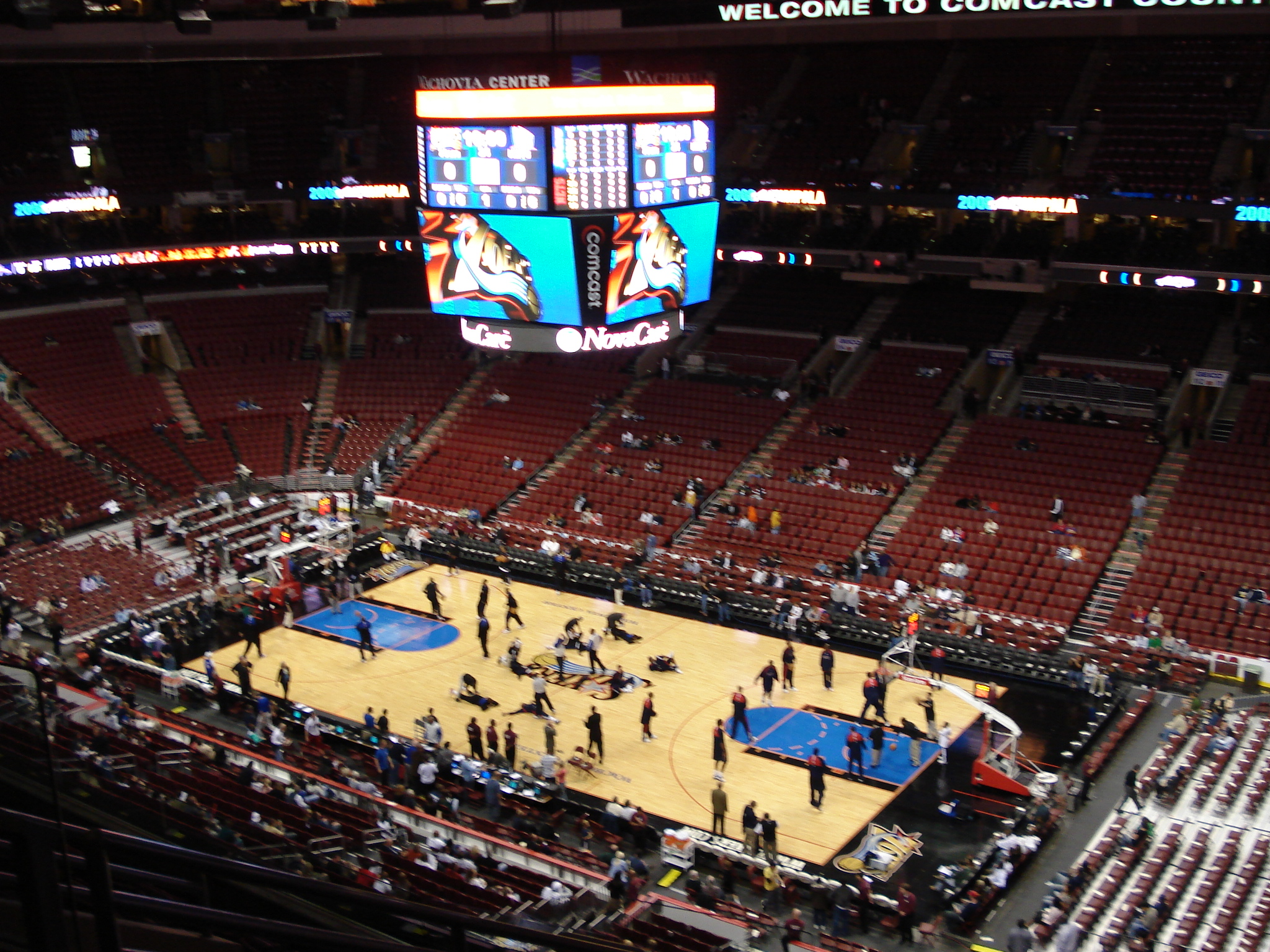
Wachovia Center

### Philadelphia 76ers
W 1963 roku Syracuse Nationals przez chwilę przestali istnieć jako zespół. Właściciele klubu Irv Kosloff oraz Ike Richamn postanowił go przenieść do Filadelfii. W Mieście Braterskiej Miłości klub zapełnił lukę po Philadelphia Warriors, którzy przenieśli się do San Francisco rok wcześniej.
Rozpisano konkurs na nową nazwę zespołu z Filadelfii i wygrał Walt Stahlberg z West Collingswood (stan New Jersey), który zaproponował nazwę 76ers. Kilka innych osób również zgłosiło taką samą propozycję, ale uzasadnienie Walta było najlepsze, ze względu na nawiązanie do historii miasta, gdzie 4 lipca 1776 roku podpisano Deklarację Niepodległości Stanów Zjednoczonych.
Oficjalnie nazwa Syracuse Nationals została zmieniona na Philadelphia 76ers 6 sierpnia 1963 roku.
Nowy zespół nie różnił od tego z Syracuse (oczywiście poza nazwą). Swój ostatni sezon rozegrał Schayes. Liderami zostali Hal Greer (23,3 PPG) i młody Chet Walker (17,3 PPG). W pierwszym sezonie w nowych barwach, Sixers zaprezentowali się słabo (bilans 34-46), do czego przyczyniły się kontuzje i zostali szybko wyeliminowani z fazy play-off.

### Wilt Chamberlain i drugie mistrzostwo
W połowie sezonu 1964-1965 San Francisco Warriors zgodzili się odsprzedać jednego z najlepszych zawodników w historii NBA – Wilta Chamberlaina. Warriors byli zawiedzeni tym, że jego rekordy strzeleckie nie przekładają się na wyniki zespołu, który ciągle odpadał z play-off.
Warriors zgodzili się wytransferować go do Sixers w zamian za obrońcę Paula Neumanna, centra Connie Dierkinga, skrzydłowego Lee Shaffera oraz za gotówkę. Chamberlain szybko dostosował się do stylu gry Sixers, był wspierany przez Hala Greera, Waliego Jonesa i Billy’ego Cunninghama. Podczas swojego pierwszego pełnego sezonu w Sixers (1965-1966), Chamberlain zdobywał 33,5 PPG. Sixers zapewnili sobie bilans 55-25, ale w Finałach Konferencji przegrali z Boston Celtics 1-4.
W sezonie 1966-1967 zespół z Filadelfii uzyskał bilans 68-13 i wtedy też wywalczyli swoje drugie Mistrzostwo NBA, przeciwko San Francisco Warriors (4-2). W tym mistrzowskim składzie grali tak znakomici koszykarze jak: Wilt Chamberlain, Alex Hannum, Billy Cunningham, Chet Walker, Luke Jackson i Hal Greer. W 1980 roku, podczas 35. rocznicy powstania NBA, uznano ten skład za najlepszy w historii koszykówki. Chamberlain, osiągając najniższą w karierze średnią zdobywanych punktów (24,1 PPG), udowodnił, że umie grać zespołowo.

### Upadek
W roku 1969 Sixers osłabili się. Trener Alex Hannum przeszedł do Oakland Oaks z ligi ABA oraz sprzedano Chamberlaina do Lakers za obrońcę Archie Clarka, Darralla Imhoffa i skrzydłowego Jerry’ego Chambersa oraz za gotówkę.
Nowym Sixers przewodził Billy Cunningham, który w sezonie 1968-1969 ze średnią 24,8 PPG doprowadził klub do zdobycia 55 wygranych. W półfinałach Sixers zostali pokonani przez Boston Celtics 4-1. Z roku na rok forma drużyny spadała, aż do sezonu 1972-1973, gdzie Sixers zanotowali 9 zwycięstw i 73 porażki, co do tej pory jest najsłabszym wynikiem w historii NBA. Drużynę opuszczali lepsi zawodnicy, nie było pieniędzy na transfery, a wybory w drafcie były nietrafione.

### Odbicie się od dna i kolejne mistrzostwo
Od sezonu 1973-1974 zaczęło się poprawiać. W składzie znalazło się wielu solidnych zawodników oprócz Cunninghama: Fred Carter, Doug Collins i Steve Mix. Kolejny okres sławy to lata 1976–1985. Sixers osiągali bardzo dobre wyniki w sezonach zasadniczych, zdobyli też 4 tytuły mistrza Atlantic Division. Czterokrotnie dochodzili do Finałów NBA.
Nowym właściciel zespołu został Fitz Eugene Dixon. Za 6 mln USD w 1976 roku sprowadził on z ligi ABA Juliusa „Dr J” Ervinga, jednego z najlepszych i najbardziej widowiskowo grających zawodników w historii koszykówki. W sezonie 1976-1977 pomógł on osiągnąć Sixers bilans 50-32 i awansować do Finałów, po raz pierwszy od 10 lat. Ale tam Portland Trail Blazers ze swoim liderem Billem Waltonem okazali się lepsi i wygrali 4-2.
W sezonie 1979-1980 udało się ponownie awansować do Finałów z Los Angeles Lakers, prowadzonych przez Magica Johnsona i Kareem Abdul Jabbara. Był to jeden z najciekawszych finałów w historii ligi. W meczu numer 5 kontuzji doznał Kareem Abdul-Jabbar, lecz Lakers dzięki Johnsonowi wygrali ostatecznie ten Finał 4-2. W Finałach 1982 znów zwyciężyli Lakers.
Trzeci w historii tytuł, Sixers zdobyli w 1983 pokonując Los Angeles Lakers 4-0, a w całej fazie play-off przegrali tylko jeden mecz. W mistrzowskiej drużynie grał nowy center Moses Malone, a także Julius Erving, Andrew Toney, Maurice Cheeks i Bobby Jones. Jest to skład dzisiaj uważany za jeden z najlepszych w historii NBA.

### „Sir Charles” i lata 1984–1996
W roku 1984 przybył do Sixers Charles Barkley („Sir Charles”). Dzięki niemu Sixers wygrali aż 58 meczów w sezonie, ale wyniki w kolejnych latach, a szczególnie w play-off nie wróżyły nic dobrego. Potem 76ers sprzedali Malone’a co, jak się okazało, było złą decyzją, bo zawodnicy których dostali w zamian szybko doznawali kontuzji. Dodatkowo „Dr J” tracił formę i w 1987 roku zakończył karierę.
Barkley zdobył w 1991 roku MVP All-Star Game, ale w drużynie nie miał wsparcia od kolegów. Jego znakomita indywidualna gra nie przekładała się na wyniki zespołu. Sprzedano go do Phoenix Suns w 1992 roku.
Pozyskiwano najlepszych zawodników z draftu. Byli to Clarence Weatherspoon, Shawn Bradley i Jerry Stackhouse. W skład drużyny wchodzili też: Jim Jackson, Tim Thomas, Jeff Hornacek (pozyskany z wymiany za Barkleya) oraz Derrick Coleman. 76ers jednak, mimo dobrego składu, grali słabo, czasem nie awansując nawet do fazy play-off. Dobrze grał Dana Barros, któremu przyznano nagrodę MIP za sezon 1994-1995. 14 marca Barros zdobył 50 punktów i stał się trzecim zawodnikiem, mierzącym poniżej 180 cm wzrostu, który tego dokonał. Zanotował też triple-double, a podczas ASG zdobył 19 asyst. Drużynie nie dawało to jednak wiele, przez co nie odniosła żadnych znaczących sukcesów.

### „The Answer” i finały 2001
Nowa saga w dziejach Philadelphia 76ers rozpoczęła się w 1996 roku, kiedy to z numerem pierwszym w drafcie został wybrany Allen „The Answer” Iverson z uczelni w Georgetown. Iverson zawsze chciał grać dla 76ers, tak był wychowany przez Michaela Freemana, który był fanem Sixers.

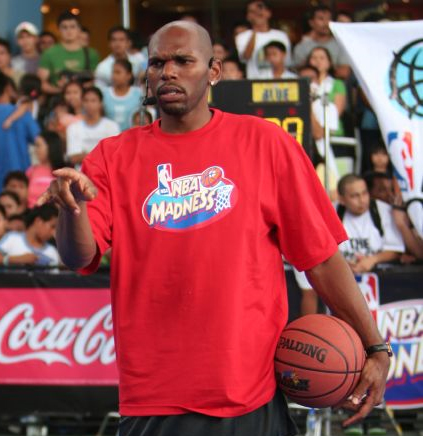
Jerry Stackhouse

Iverson, jako jeden z najszybszych i najlepszych graczy w historii, co udowadniał od samego początku, miał zapewnić Sixers zwycięstwa. Jednak pojawił się konflikt między Jerry Stackhousem, a debiutantem Iversonem. Każdy z nich lubił przewodzić drużynie i nie mogli się w tej kwestii porozumieć. Ponadto Iverson i kilku innych graczy domagało się zwolnienia trenera Davisa. Sezon 1996-1997 Sixers zakończyli ze słabym bilansem 22-60.
Władze klubu zatrudniły w 1997 roku Larry’ego Browna, jednego z najlepszych trenerów w historii, co znacząco zmieniło sytuację i wyniki drużyny na lepsze. Pozyskano też Theo Ratliffa i Aarona McKie z Detroit Pistons w zamian za Jerry’ego Stackhouse’a (co było potwierdzeniem, że Sixers wiążą swoją przyszłość z Iversonem), Erica Snowa z Seattle oraz Joe Smitha i Briana Shawa z Golden State Warriors za Jima Jacksona i Clarence’a Weatherspoona.
W sezonie 1998-1999 Brown postanowił przenieść Iversona z pozycji rozgrywającego na pozycje rzucającego obrońcy, dzięki czemu zdobył tytuł Króla Strzelców (26,8 PPG). Na rozegraniu, dobrze spisywał się Eric Snow.
Sixers w 1999 roku po raz pierwszy od ośmiu lat awansowali do play-off. Generalny menedżer Pat Croce ogolił sobie z radości głowę, gdyż ryzyko związane z pozyskaniem niepokornego Allena Iversona opłaciło się. W tych play-off przegrali jednak w drugiej rundzie, ale znów zaczęli się liczyć w lidze.
W nowym sezonie Sixers spisywali się jeszcze lepiej. Poza tym, Iverson został pierwszym graczem Sixers od 1992 roku, który został wybrany do All-Star Game. W play-off znów odpadli w drugiej rundzie przegrywając z Indiana Pacers.
Nadszedł jeden z najbardziej pamiętnych dla kibiców sezon 2000-2001. Sixers wzmocnili skład, pozyskując świetnego centra Dikembe Mutombo. Po świetnym sezonie zasadniczym, z bilansem 56-26, zespół z pierwszego miejsca w Konferencji awansował do play-off. W tym sezonie ponadto Sixers zdobyło naprawdę wiele wyróżnień: Allen Iverson został MVP sezonu, Dikembe Mutombo Najlepszym Obrońcą, Aaron McKie zdobył nagrodę dla Najlepszego Rezerwowego, a trener Larry Brown został Najlepszym Szkoleniowcem Ligi. Ale prawdziwa nagroda przyszła później, którą był awans do Finału NBA. W nim koszykarze musieli ponownie walczyć z Los Angeles Lakers.
Mimo wygranej w pierwszym meczu, który jest jednym z najsłynniejszych występów 76ers, dzięki popisom Iversona, wycieńczeni zawodnicy Sixers (po 7-meczowych seriach we wcześniejszych fazach play-off) nie zdołali zdobyć Mistrzostwa. Ostatecznie przegrali 1-4, chociaż prowadzili bardzo wyrównane pojedynki z Lakers i ich gwiazdami: Shaquille O’Nealem i Kobe Bryantem.
Podczas kolejnych sezonów Sixers nie umieli już powtórzyć sukcesu z 2001 roku, grając na słabszym poziomie, sukcesywnie jednak awansując do play-off. Dręczonym przez kontuzje kluczowym zawodnikom 76ers nie pomogło pozyskanie Keitha Van Horna i Todda MacCullocha. Po dobrej współpracy Iversona i nowego gracza Kenny’ego Thomasa, Sixers wygrali 48 meczów w kolejnym sezonie. Jednak play-off skończyły się po przegranej w drugiej rundzie z Detroit Pistons 2-4. Nie widząc dalszych perspektyw w Sixers, odszedł trener Larry Brown.

### Kolejny spadek formy
Po odejściu Larry’ego Browna, sezon 2003-2004 był jednym z najgorszych od lat i z bilansem 33-49 Sixers nie dostali się do play-off. Zespół wyglądał dobrze, ale tylko w teorii: Allen Iverson, Glenn Robinson, Eric Snow, weteran Derrick Coleman, Marc Jackson i skrzydłowy Kenny Thomas.
Nową nadzieją miał być sezon 2004-2005 z trenerem Jimem O’Brienem. Lecz do play-off awansowali szczęśliwie, po najlepszym sezonie Iversona w karierze, z bilansem 43-39. Jednak w pierwszej rundzie ulegli Detroit Pistons. Ważnym wydarzeniem sezonu miało być sprowadzenie Chrisa Webbera, który miał stworzyć duet z Iversonem oraz gra wielu nowych, młodych zawodników, takich jak Andre Iguodala, wybrany z numerem 9 w drafcie 2004, Kyle Korver, Willie Green i Samuel Dalembert. Wyniki nie były jednak zadowalające, a nękany problemami zdrowotnymi Webber nie pomógł drużynie. Po sezonie zwolniono O’Briena.

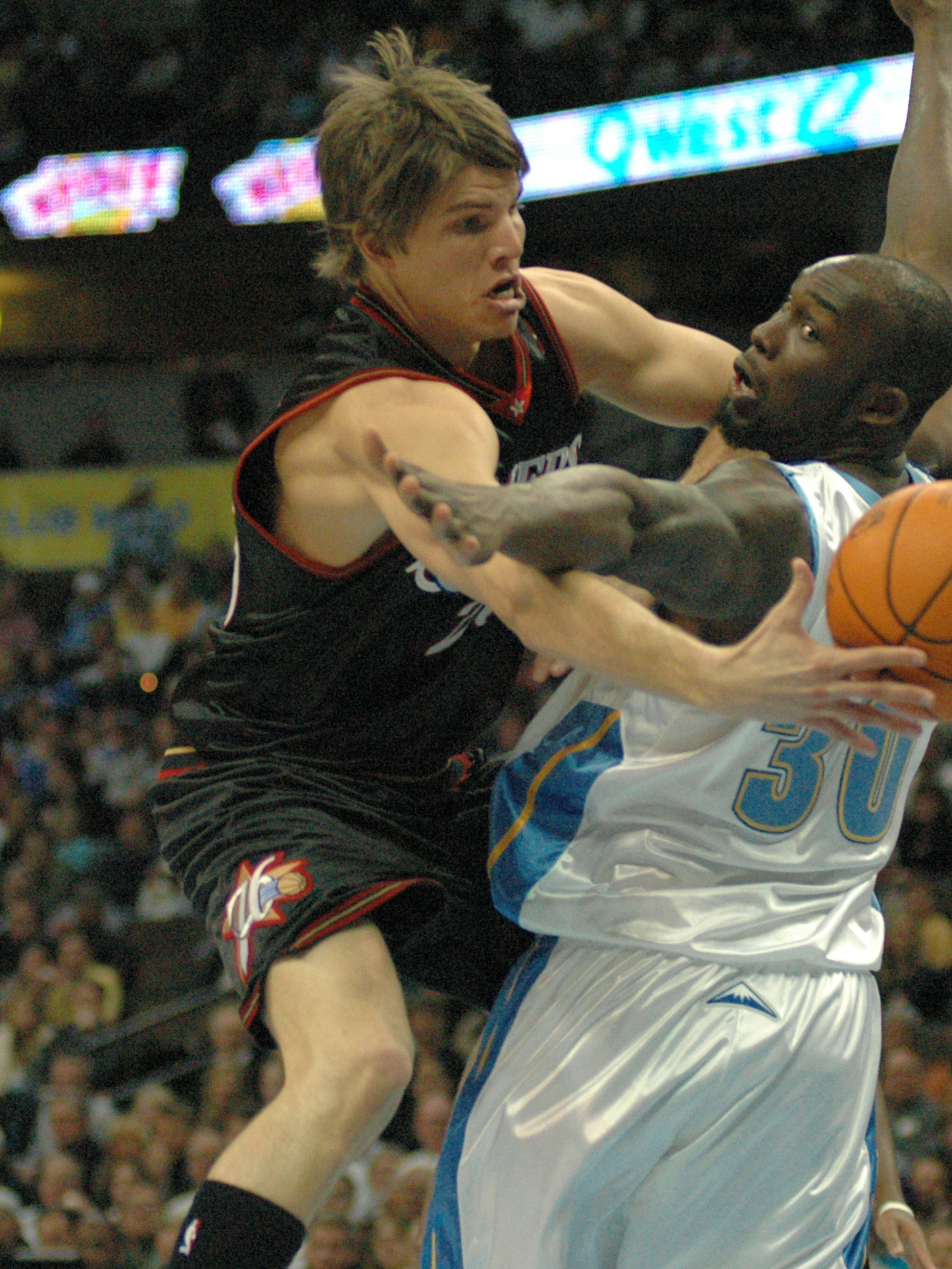
Kyle Korver podczas meczu z Denver Nuggets

Podczas sezonu 2005-2006 Sixers zaczął prowadzić ich były legendarny zawodnik, Maurice Cheeks. W pierwszych sezonach niestety zawodził, co wynikało z kilku błędów, między innymi ustawienie Allena Iversona znów na rozegraniu, czy nie wykorzystywanie zdolności Samuela Dalemberta. Cieszy fakt, że młodzi zawodnicy, głównie Andre Iguodala i Kyle Korver wciąż się doskonalili. Ale jako zespół Sixers nie potrafili wygrywać i grali słabą defensywę.

### Nowa nadzieja?
Do kolejnego sezonu 2006-2007 Sixers przystąpili bez wzmocnień, przez brak działań ówczesnego prezesa Billy’ego Kinga. Sytuacja w klubie i atmosfera zaczęły się pogarszać. Wspaniała od ponad 10 lat gra Iversona nie przynosiła znacznych rezultatów. Przy stanie 5-12, 19 grudnia 2006 roku, oddano Allena Iversona razem z Ivanem McFarlinem do Denver Nuggets, w zamian za Andre Millera, Joe Smitha i dwa wybory w drafcie.
Zmieniło to całkowicie sytuację w Sixers. Sprzedając jeszcze kontrakt Chrisa Webbera, stworzono drużynę pełną młodych zawodników, bez gwiazd, bez weteranów, z solidnymi zawodnikami, którzy w grę wkładają całe serce. W składzie znaleźli się: Samuel Dalembert (przyszłościowy środkowy), Rodney Carney, Kyle Korver (świetny strzelec), Andre Iguodala (waleczny defensor i lider), Lou Williams (młody, efektywny i efektowny zawodnik), Thaddeus Young (świetny nabytek z draftu) i Andre Miller (rozgrywający, dobry również w ofensywie).

### 2007-2009, czyli działania Eda Stefanskiego
Pierwszą, najważniejszą nowością w Filadelfii w nowym sezonie była niewątpliwie oczekiwana zmiana na stanowisku GM’a: Billy’ego Kinga zastąpił w grudniu 2007 roku Ed Stefanski. Kolejna decyzja to dość kontrowersyjne sprzedanie Kyle’a Korvera za szybko później zwolnionego Gordana Giricka. Miało to na celu zwolnienie salary cap i przygotowanie na zatrudnianie wolnych agentów i wymiany w zbliżającym się lecie.
Sixers zanotowali dobry sezon, pod przywództwem Andre Iguodali, który przejął funkcję lidera, skutecznie wspomaganego choćby przez Andre Millera osiągnęli bilans 40-42. Był to wynik zaskakujący, gdyż wcześniej Sixers typowano na jedną z najsłabszych drużyn sezonu. Młodzi zawodnicy pokazali, że mogą walczyć jak równy z równym z gwiazdami ligi. Jeszcze bardziej udowodnili to w play-off. Sixers awansowali tam z siódmego miejsca, trafiając na Detroit Pistons. Wygrywając pierwszy mecz serii zaszokowali całą NBA. Pokazali, że drużyna, która w play-off nie ma prawie żadnego doświadczenia, może wygrać z prawdziwymi weteranami tych rozgrywek. Detroit wyrównali następnie do stanu 1-1. Po rozbiciu Pistons 95-75, to jednak rywale przejęli inicjatywę wygrywając trzy kolejne spotkania i pokonując ostatecznie Sixers 4-2. Duża w tym zasługa Rasheeda Wallace’a, a także Taya Prince’a, który bardzo dobrze pilnował Andre Iguodali.
Lato 2008 było bardzo ważne dla Sixers. Pozyskali z numerem 16 z draftu Marreese Speightsa oraz, co ważniejsze, zatrudnili Eltona Branda, co było najważniejszym transferem tego okresu. Miał odmienić to oblicze drużyny. Przedłużono też kontrakty z Andre Iguodalą i Lou Williamsem oraz zatrudniono Donyella Marshalla (Sixers cierpieli na słabą skuteczność rzutów za trzy punkty) i Theo Ratliffa. Trudno było odgadnąć, jak spiszą się w następnym sezonie nowi gracze, choć trzonem pozostawali Andre Iguodala, Andre Miller i świetnie się rozwijający Thaddeus Young.
Początek sezonu 2008-2009 nie wróżył niczego dobrego. Elton Brand nie pokazywał niczego szczególnego. 13 grudnia 2008 roku zwolniony został trener Maurice Cheeks, jego stanowisko zajął Tony DiLeo. W tym czasie bardzo poważnej kontuzji 17 grudnia nabawił się Elton Brand, który w styczniu przeszedł operację wykluczającą jego udział w tym sezonie. Pozostali gracze dawali jednak z siebie wszystko, Andre Iguodala dalej przewodził drużynie, która osiągnęła bilans 41-41 i w pierwszej rundzie play-off zmierzyła się z Orlando Magic, drużyną Marcina Gortata. Mimo wspaniałych i szczęśliwych, dwupunktowych zwycięstw w pierwszym i trzecim meczu serii, Sixers przegrali rywalizację 2-4, pokazując jednak ducha walki.
Po sezonie z funkcji trenera zrezygnował 11 maja Tony DiLeo, na jego miejsce Ed Stefanski zatrudnił 1 czerwca Eddiego Jordana. Pierwszym ruchem transferowym lata była wymiana Reggie Evansa za Jasona Kapono z Toronto Raptors, wybitnego strzelca za trzy punkty.

## Zawodnicy

### Kadra
Kadra w sezonie 2020/21
Stan na 1 października 2020
| Nr | Poz. | Nar.              | Nazwisko i imię   | Data urodzenia | Wzrost | Masa ciała |
| -- | ---- | ----------------- | ----------------- | -------------- | ------ | ---------- |
| 45 | SG   | Australia         | Broekhoff, Ryan   | 1991–07–23     | 198 cm | 98 kg      |
| 20 | SG   | Stany Zjednoczone | Burks, Alec       | 1990–08–20     | 198 cm | 97 kg      |
| 21 | C    | Kamerun           | Embiid, Joel      | 1994–03–16     | 213 cm | 127 kg     |
| 12 | PF   | Stany Zjednoczone | Harris, Tobias    | 1992–07–15     | 203 cm | 103 kg     |
| 42 | C    | Dominikana        | Horford, Al       | 1986–06–03     | 206 cm | 109 kg     |
| 30 | SG   | Turcja            | Korkmaz, Furkan   | 1997–07–24     | 201 cm | 95 kg      |
| 18 | SG   | Stany Zjednoczone | Milton, Shake     | 1996–09–26     | 196 cm | 93 kg      |
| 19 | PG   | Brazylia          | Neto, Raul        | 1992–05–19     | 185 cm | 82 kg      |
| 9  | C    | Stany Zjednoczone | O’Quinn, Kyle     | 1990–03–26     | 206 cm | 113 kg     |
| 14 | C    | Antigua i Barbuda | Pelle, Norvel     | 1993–02–03     | 208 cm | 105 kg     |
| 0  | SG   | Stany Zjednoczone | Richardson, Josh  | 1993–09–15     | 196 cm | 91 kg      |
| 40 | SF   | Stany Zjednoczone | Robinson, Glenn   | 1994–01–08     | 198 cm | 101 kg     |
| 1  | PF   | Stany Zjednoczone | Scott, Mike       | 1988–07–16     | 201 cm | 108 kg     |
| 35 | SG   | Kanada            | Shayok, Marial    | 1995–07–26     | 196 cm | 89 kg      |
| 25 | PG   | Australia         | Simmons, Ben      | 1996–07–20     | 208 cm | 109 kg     |
| 5  | SG   | Stany Zjednoczone | Smith, Zhaire     | 1999–06–04     | 191 cm | 93 kg      |
| 22 | SG   | Stany Zjednoczone | Thybulle, Matisse | 1997–03–04     | 196 cm | 91 kg      |

Trener:  Doc Rivers
 Asystenci: Joseph Blair • John Bryant • Ime Udoka • Kevin Young
Kadra w sezonie 2021/22
Stan na 5 listopada 2021
| Nr | Poz. | Nar.              | Nazwisko i imię   | Data urodzenia | Wzrost | Masa ciała |
| -- | ---- | ----------------- | ----------------- | -------------- | ------ | ---------- |
| 23 | C    | Stany Zjednoczone | Bassey, Charles   | 2000–10–28     | 206 cm | 104 kg     |
| 31 | SG   | Stany Zjednoczone | Curry, Seth       | 1990–08–23     | 188 cm | 84 kg      |
| 1  | C    | Stany Zjednoczone | Drummond, Andre   | 1993–08–10     | 208 cm | 127 kg     |
| 21 | C    | Kamerun           | Embiid, Joel      | 1994–03–16     | 213 cm | 127 kg     |
| 14 | SF   | Stany Zjednoczone | Green, Danny      | 1987–06–22     | 198 cm | 98 kg      |
| 12 | PF   | Stany Zjednoczone | Harris, Tobias    | 1992–07–15     | 203 cm | 103 kg     |
| 50 | SF   | Stany Zjednoczone | Henry, Aaron      | 1999–08–30     | 196 cm | 95 kg      |
| 7  | SG   | Stany Zjednoczone | Joe, Isaiah       | 1999–07–02     | 193 cm | 75 kg      |
| 30 | SG   | Turcja            | Korkmaz, Furkan   | 1997–07–24     | 201 cm | 95 kg      |
| 0  | PG   | Stany Zjednoczone | Maxey, Tyrese     | 2000–11–04     | 188 cm | 91 kg      |
| 18 | SG   | Stany Zjednoczone | Milton, Shake     | 1996–09–26     | 196 cm | 93 kg      |
| 20 | SF   | Stany Zjednoczone | Niang, Georges    | 1993–06–17     | 201 cm | 104 kg     |
| 44 | SF   | Stany Zjednoczone | Reed, Paul        | 1999–06–14     | 206 cm | 95 kg      |
| 1  | G/F  | Stany Zjednoczone | Riller, Grant     | 1997–02–08     | 185 cm | 86 kg      |
| 25 | PG   | Australia         | Simmons, Ben      | 1996–07–20     | 208 cm | 109 kg     |
| 11 | SG   | Stany Zjednoczone | Springer, Jaden   | 2002–09–25     | 193 cm | 92 kg      |
| 22 | SG   | Stany Zjednoczone | Thybulle, Matisse | 1997–03–04     | 196 cm | 91 kg      |

Trener:  Doc Rivers
 Asystenci: David Joerger • Sam Cassell • Dan Burke • Eric Hughes • Brian Adams • Jamie Young

### Międzynarodowe prawa
| Draft | Runda | Wybór | Zawodnik       | Poz. | Nar.   | Obecny zespół                        | Adnotacje                 | Przyp. |
| ----- | ----- | ----- | -------------- | ---- | ------ | ------------------------------------ | ------------------------- | ------ |
| 2014  | 2     | 52    | Vasilije Micić | PG   | Serbia | Anadolu Efes Stambuł (Turcja)        |                           | [ 6 ]  |
| 2009  | 2     | 57    | Emir Preldžić  | G/F  | Turcja | Orlovik Žepče (Bośnia i Hercegowina) | Nabyte od Toronto Raptors | [ 7 ]  |

## Trenerzy
| - Al Cervi 1949–1956 - Paul Seymour 1956–1960 - Alex Hannum 1960–1963 - Dolph Schayes 1963–1966 - Alex Hannum 1966–1968 - Jack Ramsey 1968–1972 - Roy Rubin 1972–1973 - Kevin Loughery 1973 - Gene Shue 1973–1977 - Billy Cunningham 1977–1985 - Matt Guokas 1985–1988 - Jim Lynam 1988–1992 - Doug Moe 1992–1993 | - Fred Carter 1993–1994 - John Lucas 1994–1996 - Johnny Davis 1996–1997 - Larry Brown 1997–2003 - Randy Ayers 2003–2004 - Chris Ford 2004 - Jim O’Brien 2004–2005 - Maurice Cheeks 2005–2008 - Tony DiLeo 2008–2009 - Eddie Jordan 2009–2010 - Doug Collins 2010–2013 - Brett Brown 2013–2020 - Doc Rivers od 2020 |

## Zastrzeżone numery
| Philadelphia 76ers zastrzeżone numery |                  |         |                     |                   |
| Nr                                    | Imię i nazwisko  | Pozycja | Lata gry            | Data ceremonii    |
| 3                                     | Allen Iverson    | SG/PG   | 1996–2006 2009–2010 | 1 marca 2014      |
| 4                                     | Dolph Schayes    | PF      | 1948–1964           | 12 marca 2016     |
| 6                                     | Julius Erving    | SF      | 1976–1987           | 18 kwietnia 1988  |
| 10                                    | Maurice Cheeks   | PG      | 1978–1989           | 6 lutego 1995     |
| 13                                    | Wilt Chamberlain | C       | 1965–1968           | 18 marca 1991     |
| 15                                    | Hal Greer        | SG/PG   | 1963–1973           | 19 listopada 1976 |
| 24                                    | Bobby Jones      | SF/PF   | 1978–1986           | 7 listopada 1986  |
| 32                                    | Billy Cunningham | SG/SF   | 1965–1972 1974–1976 | 17 grudnia 1976   |
| 34                                    | Charles Barkley  | PF      | 1984–1992           | 30 marca 2001     |
|                                       | Dave Zinkoff     | Spiker  | 1963–1985           | 25 marca 1986     |

## Nagrody indywidualne

### Sezon
MVP
- Wilt Chamberlain – 1966–1968
- Julius Erving – 1981
- Moses Malone – 1983
- Allen Iverson – 2001
- Joel Embiid – 2023

MVP Finałów
- Moses Malone – 1983

Obrońcy roku
- Dikembe Mutombo – 2001

Debiutanci Roku
- Allen Iverson – 1997
- Michael Carter-Williams – 2014
- Ben Simmons – 2018

Rezerwowi roku
- Bobby Jones – 1983
- Aaron McKie – 2001

Największy Postęp Sezonu
- Dana Barros – 1995

Trenerzy Roku
- Dolph Schayes – 1966
- Larry Brown – 2001

NBA IBM Award
- Charles Barkley – 1986–1988

J. Walter Kennedy Citizenship Award
- Julius Erving – 1983
- Dikembe Mutombo – 2001
- Samuel Dalembert – 2010

NBA Sportsmanship Award
- Eric Snow – 2000

I skład NBA
- Dolph Schayes – 1952–1955, 1957–1958
- Wilt Chamberlain – 1966–1968
- Billy Cunningham – 1969–1971
- George McGinnis – 1976
- Julius Erving – 1978, 1980–1983
- Moses Malone – 1983, 1985
- Charles Barkley – 1988–1991
- Allen Iverson – 1999, 2001, 2005
- Joel Embiid – 2023

II skład NBA
- Al Cervi – 1950
- Dolph Schayes – 1950–1951, 1956, 1959–1961
- Paul Seymour – 1954–1955
- Larry Costello – 1961
- Hal Greer – 1963–1969
- Wilt Chamberlain – 1965
- Billy Cunningham – 1972
- George McGinnis – 1977
- Julius Erving – 1977, 1984
- Moses Malone – 1984
- Charles Barkley – 1986–1987, 1992
- Allen Iverson – 2000, 2002–2003
- Dikembe Mutombo – 2001
- Joel Embiid – 2018, 2019, 2021, 2022

III skład NBA
- Dikembe Mutombo – 2002
- Allen Iverson – 2006
- Ben Simmons – 2020

I skład defensywny NBA
- Bobby Jones – 1979–1984
- Caldwell Jones – 1981–1982
- Maurice Cheeks – 1983–1986
- Moses Malone – 1983
- Dikembe Mutombo – 2001
- Robert Covington – 2018
- Ben Simmons – 2020, 2021

II skład defensywny NBA
- Bobby Jones – 1985
- Maurice Cheeks – 1987
- Rick Mahorn – 1990
- Theo Ratliff – 1999
- Dikembe Mutombo – 2002
- Eric Snow – 2003
- Andre Iguodala – 2011
- Joel Embiid – 2018, 2019, 2021
- Matisse Thybulle – 2021, 2022

I skład debiutantów NBA
- Lucious Jackson – 1965
- Billy Cunningham – 1966
- Fred Boyd – 1973
- Charles Barkley – 1985
- Hersey Hawkins – 1989
- Jerry Stackhouse – 1996
- Allen Iverson – 1997
- Andre Iguodala – 2005
- Michael Carter-Williams – 2014
- Nerlens Noel – 2015
- Jahlil Okafor – 2016
- Dario Šarić – 2017
- Joel Embiid – 2017
- Ben Simmons – 2018

II skład debiutantów NBA
- Clarence Weatherspoon – 1993
- Shawn Bradley – 1994
- Sharone Wright – 1995
- Tim Thomas – 1998
- Thaddeus Young – 2008

### All-Star Weekend
MVP All-Star Game
- Hal Greer – 1968
- Julius Erving – 1977, 1983
- Charles Barkley – 1991
- Allen Iverson – 2001, 2005

MVP Rookie Challenge
- Allen Iverson – 1997
- Andre Iguodala – 2006

Nominowani do All-Star Game
- Dolph Schayes – 1951–62
- Red Rocha – 1952
- Bill Gabor – 1953
- Paul Seymour – 1953–1955
- Red Kerr – 1956, 1959
- Larry Costello – 1958–1962, 1965
- George Yardley – 1960
- Hal Greer – 1961–1970
- Lee Shaffer – 1963
- Chet Walker – 1964, 1966–1967
- Luke Jackson – 1965
- Wilt Chamberlain – 1966–1968
- Billy Cunningham – 1969–1972
- John Block – 1973
- Steve Mix – 1975
- George McGinnis – 1976–1977
- Doug Collins – 1976–1979
- Julius Erving – 1977–1987
- Bobby Jones – 1981–1982
- Andrew Toney – 1983–1984
- Moses Malone – 1983–1986
- Maurice Cheeks – 1983, 1986-1988
- Charles Barkley – 1987–1992
- Hersey Hawkins – 1991
- Dana Barros – 1995
- Allen Iverson – 2000–2006, 2010
- Theo Ratliff – 2001
- Dikembe Mutombo – 2002
- Andre Iguodala – 2012
- Jrue Holiday – 2013

Uczestnicy Rookie Challenge
- Shawn Bradley – 1994
- Sharone Wright – 1995
- Jerry Stackhouse – 1996
- Allen Iverson – 1997
- Tim Thomas – 1998
- Todd MacCulloch – 2000
- Andre Iguodala – 2005–2006
- Kyle Korver – 2005
- Thaddeus Young – 2009
- Jrue Holiday – 2011
- Evan Turner – 2012
- Michael Carter-Williams – 2014

Trenerzy składów All-Star
- Al Cervi – 1952, 1955
- Alex Hannum – 1968
- K.C. Jones – 1977
- Billy Cunningham – 1978, 1980–1983
- Larry Brown – 2000

## Statystyczni liderzy NBA
Liderzy strzelców
- Wilt Chamberlain – 1965–1966
- Allen Iverson – 1999, 2001–2002, 2005

Liderzy w zbiórkach
- Dolph Schayes – 1951
- Wilt Chamberlain – 1966–1968
- Moses Malone – 1983–1985
- Charles Barkley – 1987
- Dikembe Mutombo – 2001

Liderzy w asystach
- Wilt Chamberlain – 1968

Liderzy w przechwytach
- Allen Iverson – 2001–2003

Liderzy w blokach
- Theo Ratliff – 2001

Liderzy w skuteczności rzutów z gry
- Wilt Chamberlain – 1965–1968

Liderzy w skuteczności rzutów wolnych
- Larry Costello – 1963, 1965
- Kyle Korver – 2007
- Dolph Schayes – 1958, 1960, 1962

## Statystyczni liderzy klubu
Pogrubienie – oznacza nadal aktywnego zawodnika występującego w zespole.

Kursywa – oznacza nadal aktywnego zawodnika występującego w innym zespole.
Punkty (sezon regularny – stan na koniec rozgrywek 2014/15)
| 1. Hal Greer (21 586) 2. Allen Iverson (19 931) 3. Dolph Schayes (18 438) 4. Julius Erving (18 364) 5. Charles Barkley (14 184) 6. Billy Cunningham (13 626) 7. Red Kerr (11 699) 8. Maurice Cheeks (10 429) 9. Andre Iguodala (9 422) 10. Chet Walker (9 043) | 11. Larry Costello (7 957) 12. Fred Carter (7 673) 13. Hersey Hawkins (7 657) 14. Wilt Chamberlain (7 651) 15. Steve Mix (7 559) 16. Moses Malone (7 511) 17. Andrew Toney (7 458) 18. Doug Collins (7 427) 19. Thaddeus Young (7 078) 20. Clarence Weatherspoon (6 867) | 21. Bobby Jones (6 585) 22. Paul Seymour (5 760) 23. Al Bianchi (5 550) 24. Dave Gambee (5 454) 25. Wali Jones (5 229) 26. Luke Jackson (5 170) 27. Louis Williams (5 158) 28. Ron Anderson (5 138) 29. George McGinnis (5 046) 30. Darryl Dawkins (5 009) |

| Minuty - 1. Hal Greer (39 788) - 2. Allen Iverson (29 879) - 3. Dolph Schayes (29 800) - 4. Julius Erving (28 677) - 5. Maurice Cheeks (28 583) | Zbiórki - 1. Dolph Schayes (11 256) - 2. Red Kerr (9 506) - 3. Charles Barkley (7 079) - 4. Billy Cunningham (6 638) - 5. Wilt Chamberlain (6 632) | Asysty - 1. Maurice Cheeks (6 212) - 2. Hal Greer (4 540) - 3. Allen Iverson (4 385) - 4. Julius Erving (3 224) - 5. Dolph Schayes (3 072) |

| Przechwyty - 1. Maurice Cheeks (1 942) - 2. Allen Iverson (1 644) - 3. Julius Erving (1 508) - 4. Andre Iguodala (1 076) - 5. Charles Barkley (1 007) | Bloki - 1. Julius Erving (1 293) - 2. Samuel Dalembert (1 131) - 3. Caldwell Jones (926) - 4. Theo Ratliff (757) - 5. Bobby Jones (694) |

## Sukcesy
| Tytuł              | Liczba | Rok |
| ------------------ | ------ | --- |
| Mistrz NBA         | 3      | 1955, 1967, 1983 |
| Mistrz Konferencji | 9      | 1950, 1954, 1955, 1967, 1977, 1980, 1982, 1983, 2001 |
| Mistrz dywizji     | 6      | 1977, 1978, 1983, 1990, 2001, 2021 |
| Występy w play-off | 54     | 1950, 1951, 1952, 1953, 1954, 1955, 1956, 1957, 1958, 1959, 1960, 1961, 1962, 1963, 1964, 1965, 1966, 1967, 1968, 1969, 1970, 1971, 1976, 1977, 1978, 1979, 1980, 1981, 1982, 1983, 1984, 1985, 1986, 1987, 1989, 1990, 1991, 1999, 2000, 2001, 2002, 2003, 2005, 2008, 2009, 2011, 2012, 2018, 2019, 2020, 2021, 2022, 2023, 2024 |
| Występy w play-in  | 1      | 2024 |

## Poszczególne sezony
Na podstawie:. Stan na koniec sezonu 2024/25
| Sezon              | Liga | Konferencja | Poz. w konf. | Dywizja  | Poz. w dyw. | Sezon regularny | Sezon regularny | Playoffs |
| Sezon              | Liga | Konferencja | Poz. w konf. | Dywizja  | Poz. w dyw. | Wyg.            | Por.            | Playoffs |
| ------------------ | ---- | ----------- | ------------ | -------- | ----------- | --------------- | --------------- | --- |
| Syracuse Nationals |      |             |              |          |             |                 |                 | |
| 1949/50            | NBA  | Wschodnia   | 1            | –        | –           | 51              | 13              | Wygrana w półfinale Konf. z Philadelphia Warriors (2-0) Wygrana w finale Konf. z New York Knicks (2-1) Porażka w finale NBA z Minneapolis Lakers (2-4)                                        |
| 1950/51            | NBA  | Wschodnia   | 4            | –        | –           | 32              | 34              | Wygrana w półfinale Konf. z Philadelphia Warriors (2-0) Porażka w finale Konf. z New York Knicks (2-3)                                                                                        |
| 1951/52            | NBA  | Wschodnia   | 1            | –        | –           | 40              | 26              | Wygrana w półfinale Konf. z Philadelphia Warriors (2-1) Porażka w finale Konf. z New York Knicks (1-3)                                                                                        |
| 1952/53            | NBA  | Wschodnia   | 2            | –        | –           | 47              | 24              | Porażka w półfinale Konf. z Boston Celtics (0-2) |
| 1953/54            | NBA  | Wschodnia   | 2            | –        | –           | 42              | 30              | Wygrana w finale Konf. z Boston Celtics (2-0) Porażka w finale NBA z Minneapolis Lakers (3-4)                                                                                                 |
| 1954/55            | NBA  | Wschodnia   | 1            | –        | –           | 43              | 29              | Wygrana w finale Konf. z Boston Celtics (3-1) Wygrana w finale NBA z Fort Wayne Pistons (4-3)                                                                                                 |
| 1955/56            | NBA  | Wschodnia   | 3            | –        | –           | 35              | 37              | Wygrana w meczu rozstrzygającym przed play-off z New York Knicks (1-0) Wygrana w półfinale Konf. z Boston Celtics (2-1) Porażka w finale Konf. z Philadelphia Warriors (2-3)                  |
| 1956/57            | NBA  | Wschodnia   | 2            | –        | –           | 38              | 34              | Wygrana w półfinale Konf. z Philadelphia Warriors (2-0) Porażka w finale Konf. z Boston Celtics (0-3)                                                                                         |
| 1957/58            | NBA  | Wschodnia   | 2            | –        | –           | 41              | 31              | Porażka w półfinale Konf. z Philadelphia Warriors (1-2) |
| 1958/59            | NBA  | Wschodnia   | 3            | –        | –           | 35              | 37              | Wygrana w półfinale Konf. z New York Knicks (2-0) Porażka w finale Konf. z Boston Celtics (3-4)                                                                                               |
| 1959/60            | NBA  | Wschodnia   | 3            | –        | –           | 45              | 30              | Porażka w półfinale Konf. z Philadelphia Warriors (1-2) |
| 1960/61            | NBA  | Wschodnia   | 3            | –        | –           | 38              | 41              | Wygrana w półfinale Konf. z Philadelphia Warriors (3-0) Porażka w finale Konf. z Boston Celtics (1-4)                                                                                         |
| 1961/62            | NBA  | Wschodnia   | 3            | –        | –           | 41              | 39              | Porażka w półfinale Konf. z Philadelphia Warriors (2-3) |
| 1962/63            | NBA  | Wschodnia   | 2            | –        | –           | 48              | 32              | Porażka w półfinale Konf. z Cincinnati Royals (2-3) |
| Philadelphia 76ers |      |             |              |          |             |                 |                 | |
| 1963/64            | NBA  | Wschodnia   | 3            | –        | –           | 34              | 46              | Porażka w półfinale Konf. z Cincinnati Royals (2-3) |
| 1964/65            | NBA  | Wschodnia   | 3            | –        | –           | 40              | 40              | Wygrana w półfinale Konf. z Cincinnati Royals (3-1) Porażka w finale Konf. z Boston Celtics (3-4)                                                                                             |
| 1965/66            | NBA  | Wschodnia   | 1            | –        | –           | 55              | 25              | Porażka w finale Konf. z Boston Celtics (1-4) |
| 1966/67            | NBA  | Wschodnia   | 1            | –        | –           | 68              | 13              | Wygrana w półfinale Konf. z Cincinnati Royals (3-1) Wygrana w finale Konf. z Boston Celtics (4-1) Wygrana w finale NBA z San Francisco Warriors (4-2)                                         |
| 1967/68            | NBA  | Wschodnia   | 1            | –        | –           | 62              | 20              | Wygrana w półfinale Konf. z New York Knicks (4-2) Porażka w finale Konf. z Boston Celtics (3-4)                                                                                               |
| 1968/69            | NBA  | Wschodnia   | 2            | –        | –           | 55              | 27              | Porażka w półfinale Konf. z Boston Celtics (1-4) |
| 1969/70            | NBA  | Wschodnia   | 4            | –        | –           | 42              | 40              | Porażka w półfinale Konf. z Milwaukee Bucks (1-4) |
| 1970/71            | NBA  | Wschodnia   | 3            | Atlantic | 2           | 47              | 35              | Porażka w półfinale Konf. z Baltimore Bullets (3-4) |
| 1971/72            | NBA  | Wschodnia   | 6            | Atlantic | 3           | 30              | 52              | |
| 1972/73            | NBA  | Wschodnia   | 8            | Atlantic | 4           | 9               | 73              | |
| 1973/74            | NBA  | Wschodnia   | 8            | Atlantic | 4           | 25              | 57              | |
| 1974/75            | NBA  | Wschodnia   | 7            | Atlantic | 4           | 34              | 48              | |
| 1975/76            | NBA  | Wschodnia   | 4            | Atlantic | 2           | 46              | 36              | Porażka w 1. rundzie z Buffalo Braves (1-2) |
| 1976/77            | NBA  | Wschodnia   | 1            | Atlantic | 1           | 50              | 32              | Wygrana w półfinale Konf. z Boston Celtics (4-3) Wygrana w finale Konf. z Houston Rockets (4-2) Porażka w finale NBA z Portland Trail Blazers (2-4)                                           |
| 1977/78            | NBA  | Wschodnia   | 1            | Atlantic | 1           | 55              | 27              | Wygrana w półfinale Konf. z New York Knicks (4-0) Porażka w finale Konf. z Washington Bullets (2-4)                                                                                           |
| 1978/79            | NBA  | Wschodnia   | 3            | Atlantic | 2           | 47              | 35              | Wygrana w 1. rundzie z New Jersey Nets (2-0) Porażka w półfinale Konf. z San Antonio Spurs (3-4)                                                                                              |
| 1979/80            | NBA  | Wschodnia   | 3            | Atlantic | 2           | 59              | 23              | Wygrana w 1. rundzie z Washington Bullets (2-0) Wygrana w półfinale Konf. z Atlanta Hawks (4-1) Wygrana w finale Konf. z Boston Celtics (4-1) Porażka w finale NBA z Los Angeles Lakers (2-4) |
| 1980/81            | NBA  | Wschodnia   | 3            | Atlantic | 2           | 62              | 20              | Wygrana w 1. rundzie z Indiana Pacers (2-0) Wygrana w półfinale Konf. z Milwaukee Bucks (4-3) Porażka w finale Konf. z Boston Celtics (3-4)                                                   |
| 1981/82            | NBA  | Wschodnia   | 3            | Atlantic | 2           | 58              | 24              | Wygrana w 1. rundzie z Atlanta Hawks (2-0) Wygrana w półfinale Konf. z Milwaukee Bucks (4-2) Wygrana w finale Konf. z Boston Celtics (4-3) Porażka w finale NBA z Los Angeles Lakers (2-4)    |
| 1982/83            | NBA  | Wschodnia   | 1            | Atlantic | 1           | 65              | 17              | Wygrana w półfinale Konf. z New York Knicks (4-0) Wygrana w finale Konf. z Milwaukee Bucks (4-1) Wygrana w finale NBA z Los Angeles Lakers (4-0)                                              |
| 1983/84            | NBA  | Wschodnia   | 3            | Atlantic | 2           | 52              | 30              | Porażka w 1. rundzie z New Jersey Nets (2-3) |
| 1984/85            | NBA  | Wschodnia   | 3            | Atlantic | 2           | 58              | 24              | Wygrana w 1. rundzie z Washington Bullets (3-1) Wygrana w półfinale Konf. z Milwaukee Bucks (4-0) Porażka w finale Konf. z Boston Celtics (1-4)                                               |
| 1985/86            | NBA  | Wschodnia   | 3            | Atlantic | 2           | 54              | 28              | Wygrana w 1. rundzie z Washington Bullets (3-2) Porażka w półfinale Konf. z Milwaukee Bucks (3-4)                                                                                             |
| 1986/87            | NBA  | Wschodnia   | 5            | Atlantic | 2           | 45              | 37              | Porażka w 1. rundzie z Milwaukee Bucks (2-3) |
| 1987/88            | NBA  | Wschodnia   | 10           | Atlantic | 4           | 36              | 46              | |
| 1988/89            | NBA  | Wschodnia   | 7            | Atlantic | 2           | 46              | 36              | Porażka w 1. rundzie z New York Knicks (0-3) |
| 1989/90            | NBA  | Wschodnia   | 3            | Atlantic | 1           | 53              | 29              | Wygrana w 1. rundzie z Cleveland Cavaliers (3-2) Porażka w półfinale Konf. z Chicago Bulls (1-4)                                                                                              |
| 1990/91            | NBA  | Wschodnia   | 5            | Atlantic | 2           | 44              | 38              | Wygrana w 1. rundzie z Milwaukee Bucks (3-0) Porażka w półfinale Konf. z Chicago Bulls (1-4)                                                                                                  |
| 1991/92            | NBA  | Wschodnia   | 10           | Atlantic | 5           | 35              | 47              | |
| 1992/93            | NBA  | Wschodnia   | 13           | Atlantic | 6           | 26              | 56              | |
| 1993/94            | NBA  | Wschodnia   | 11           | Atlantic | 6           | 25              | 57              | |
| 1994/95            | NBA  | Wschodnia   | 13           | Atlantic | 6           | 24              | 58              | |
| 1995/96            | NBA  | Wschodnia   | 15           | Atlantic | 7           | 18              | 64              | |
| 1996/97            | NBA  | Wschodnia   | 14           | Atlantic | 6           | 22              | 60              | |
| 1997/98            | NBA  | Wschodnia   | 14           | Atlantic | 7           | 31              | 51              | |
| 1998/99            | NBA  | Wschodnia   | 6            | Atlantic | 3           | 28              | 22              | Wygrana w 1. rundzie z Orlando Magic (3-1) Porażka w półfinale Konf. z Indiana Pacers (0-4)                                                                                                   |
| 1999/00            | NBA  | Wschodnia   | 5            | Atlantic | 3           | 49              | 33              | Wygrana w pierwszej rundzie z Charlotte Hornets (3-1) Porażka w półfinale Konferencji z Indiana Pacers (2-4)                                                                                  |
| 2000/01            | NBA  | Wschodnia   | 1            | Atlantic | 1           | 56              | 26              | Wygrana w 1. rundzie z Indiana Pacers (3-1) Wygrana w półfinale Konf. z Toronto Raptors (4-3) Wygrana w finale Konf. z Milwaukee Bucks (4-3) Porażka w finale NBA z Los Angeles Lakers (1-4)  |
| 2001/02            | NBA  | Wschodnia   | 6            | Atlantic | 4           | 43              | 39              | Porażka w 1. rundzie z Boston Celtics (2-3) |
| 2002/03            | NBA  | Wschodnia   | 4            | Atlantic | 2           | 48              | 34              | Wygrana w 1. rundzie z New Orleans Hornets (4-2) Porażka w półfinale Konf. z Detroit Pistons (2-4)                                                                                            |
| 2003/04            | NBA  | Wschodnia   | 11           | Atlantic | 5           | 33              | 49              | |
| 2004/05            | NBA  | Wschodnia   | 7            | Atlantic | 2           | 43              | 39              | Porażka w 1. rundzie z Detroit Pistons (1-4) |
| 2005/06            | NBA  | Wschodnia   | 9            | Atlantic | 2           | 38              | 44              | |
| 2006/07            | NBA  | Wschodnia   | 9            | Atlantic | 3           | 35              | 47              | |
| 2007/08            | NBA  | Wschodnia   | 7            | Atlantic | 3           | 40              | 42              | Porażka w 1. rundzie z Detroit Pistons (2-4) |
| 2008/09            | NBA  | Wschodnia   | 6            | Atlantic | 2           | 41              | 41              | Porażka w 1. rundzie z Orlando Magic (2-4) |
| 2009/10            | NBA  | Wschodnia   | 13           | Atlantic | 4           | 27              | 55              | |
| 2010/11            | NBA  | Wschodnia   | 7            | Atlantic | 3           | 41              | 41              | Porażka w 1. rundzie z Miami Heat (1-4) |
| 2011/12            | NBA  | Wschodnia   | 8            | Atlantic | 3           | 35              | 31              | Wygrana w 1. rundzie z Chicago Bulls (4-2) Porażka w półfinale Konf. z Boston Celtics (3-4)                                                                                                   |
| 2012/13            | NBA  | Wschodnia   | 9            | Atlantic | 4           | 34              | 48              | |
| 2013/14            | NBA  | Wschodnia   | 14           | Atlantic | 5           | 19              | 63              | |
| 2014/15            | NBA  | Wschodnia   | 14           | Atlantic | 4           | 18              | 64              | |
| 2015/16            | NBA  | Wschodnia   | 15           | Atlantic | 5           | 10              | 72              | |
| 2016/17            | NBA  | Wschodnia   | 14           | Atlantic | 4           | 28              | 54              | |
| 2017/18            | NBA  | Wschodnia   | 3            | Atlantic | 3           | 52              | 30              | Wygrana w 1. rundzie z Miami Heat (4-1) Porażka w półfinale Konf. z Boston Celtics (1-4) |
| 2018/19            | NBA  | Wschodnia   | 3            | Atlantic | 2           | 51              | 31              | Wygrana w 1. rundzie z Brooklyn Nets (4-1) Porażka w półfinale Konf. z Toronto Raptors (3-4)                                                                                                  |
| 2019/20            | NBA  | Wschodnia   | 6            | Atlantic | 3           | 43              | 30              | Porażka w 1. rundzie z Boston Celtics (0-4) |
| 2020/21            | NBA  | Wschodnia   | 1            | Atlantic | 1           | 49              | 23              | Wygrana w 1. rundzie z Washington Wizards (4-1) Porażka w półfinale Konf. z Atlanta Hawks (3-4)                                                                                               |
| 2021/22            | NBA  | Wschodnia   | 4            | Atlantic | 2           | 51              | 31              | Wygrana w 1. rundzie z Toronto Raptors (4-2) Porażka w półfinale Konf. z Miami Heat (2-4) |
| 2022/23            | NBA  | Wschodnia   | 3            | Atlantic | 2           | 54              | 28              | Wygrana w 1. rundzie z Brooklyn Nets (4-0) Porażka w półfinale Konf. z Boston Celtics (3-4)                                                                                                   |
| 2023/24            | NBA  | Wschodnia   | 7/7          | Atlantic | 3           | 47              | 35              | Play in Wygrana w meczu 7-8 o 7 w playoff z Miami Heat Play-off Porażka w 1. rundzie z New York Knicks (2-4)                                                                                  |
| 2024/25            | NBA  | Wschodnia   | 13           | Atlantic | 5           | 24              | 58              | |